# Drepanogynis pero
Drepanogynis pero är en fjärilsart som beskrevs av Louis Beethoven Prout 1917. Drepanogynis pero ingår i släktet Drepanogynis och familjen mätare. Inga underarter finns listade i Catalogue of Life.